# Copa da França de Voleibol Masculino de 2018–19
A Copa da França de Voleibol Masculino de 2018–19 foi a 36.ª edição desta competição organizada pela Federação Francesa de Voleibol (FFVB). Ocorreu de 4 de dezembro de 2018 a 10 de março de 2019 e contou com a presença de dezoito clubes franceses.
O Tours Volley-Ball sagrou-se campeão deste torneio pela décima vez na sua história ao derrotar o Chaumont Volley-Ball 52 na final única.

## Regulamento
O torneio foi divido em duas etapas: a rodada qualificatoria e os playoffs.

## Equipes participantes
| - Amiens Métropole VB - Arago de Sète - Association Sportive Illacaise - AS Cannes - Chaumont Volley-Ball 52 - Conflans-Andrésy-Jouy VB - GFCO Ajaccio - Martigues Volley-Ball - Montpellier UC | - Nantes Rezé MV - Narbonne Volley - Nice Volley-Ball - Paris Volley - Rennes Volley 35 - Spacer's de Toulouse - Poitiers Volley - Tourcoing LM - Tours Volley-Ball |

## Resultados

### Rodada qualificatória
| Data  | Hora  |                          | Placar |                 | Set 1 | Set 2 | Set 3 | Set 4 | Set 5 | Total   | Relatório |
| ----- | ----- | ------------------------ | ------ | --------------- | ----- | ----- | ----- | ----- | ----- | ------- | --------- |
| 4 dez | 20:00 | Conflans-Andrésy-Jouy VB | 1–3    | AS Cannes       | 19–25 | 25–23 | 16–25 | 13–25 |       | 73–98   | Relatório |
| 4 dez | 20:00 | Martigues Volley-Ball    | 2–3    | Narbonne Volley | 20–25 | 25–15 | 20–25 | 25–23 | 10–15 | 100–103 | Relatório |

### Playoffs
|  | Oitavas de final               | Oitavas de final        |                         |   | Quartas de final | Quartas de final |                     |                     | Semifinais | Semifinais |  |  | Final | Final |
|  |                                |                         |                         |   |                  |                  |                     |                     |            |            |  |  |       |       |
|  | 11 de dezembro de 2018         |                         |                         |   |                  |                  |                     |                     |            |            |  |  |       |       |
|  |                                |                         |                         |   |                  |                  |                     |                     |            |            |  |  |       |       |
|  | AS Cannes                      | 2                       |                         |   |                  |                  |                     |                     |            |            |  |  |       |       |
|  | AS Cannes                      | 2                       | 22 de janeiro de 2019   |   |                  |                  |                     |                     |            |            |  |  |       |       |
|  | Poitiers Volley                | 3                       |                         |   |                  |                  |                     |                     |            |            |  |  |       |       |
|  | Poitiers Volley                | 3                       | Poitiers Volley         | 1 |                  |                  |                     |                     |            |            |  |  |       |       |
|  | 11 de dezembro de 2018         |                         | Poitiers Volley         | 1 |                  |                  |                     |                     |            |            |  |  |       |       |
|  |                                | Rennes Volley 35        | 3                       |   |                  |                  |                     |                     |            |            |  |  |       |       |
|  | Amiens Métropole VB            | Rennes Volley 35        | 3                       | 0 |                  |                  |                     |                     |            |            |  |  |       |       |
|  | Amiens Métropole VB            |                         | 9 de março de2019       | 0 |                  |                  |                     |                     |            |            |  |  |       |       |
|  | Rennes Volley 35               | 3                       |                         |   |                  |                  |                     |                     |            |            |  |  |       |       |
|  | Rennes Volley 35               | 3                       | Rennes Volley 35        | 1 |                  |                  |                     |                     |            |            |  |  |       |       |
|  | 11 de dezembro de 2018         |                         | Rennes Volley 35        | 1 |                  |                  |                     |                     |            |            |  |  |       |       |
|  |                                | Chaumont Volley-Ball 52 | 3                       |   |                  |                  |                     |                     |            |            |  |  |       |       |
|  | Chaumont Volley-Ball 52        | Chaumont Volley-Ball 52 | 3                       | 3 |                  |                  |                     |                     |            |            |  |  |       |       |
|  | Chaumont Volley-Ball 52        | 22 de janeiro de 2019   |                         | 3 |                  |                  |                     |                     |            |            |  |  |       |       |
|  | Montpellier UC                 | 1                       |                         |   |                  |                  |                     |                     |            |            |  |  |       |       |
|  | Montpellier UC                 | 1                       | Chaumont Volley-Ball 52 | 3 |                  |                  |                     |                     |            |            |  |  |       |       |
|  | 11 de dezembro de 2018         |                         | Chaumont Volley-Ball 52 | 3 |                  |                  |                     |                     |            |            |  |  |       |       |
|  |                                | Nice Volley-Ball        | 1                       |   |                  |                  |                     |                     |            |            |  |  |       |       |
|  | Association Sportive Illacaise | Nice Volley-Ball        | 1                       | 1 |                  |                  |                     |                     |            |            |  |  |       |       |
|  | Association Sportive Illacaise |                         | 10 de março de 2019     | 1 |                  |                  |                     |                     |            |            |  |  |       |       |
|  | Nice Volley-Ball               | 3                       |                         |   |                  |                  |                     |                     |            |            |  |  |       |       |
|  | Nice Volley-Ball               | 3                       | Tours Volley-Ball       | 3 |                  |                  |                     |                     |            |            |  |  |       |       |
|  | 11 de dezembro de 2018         |                         | Tours Volley-Ball       | 3 |                  |                  |                     |                     |            |            |  |  |       |       |
|  |                                | Chaumont Volley-Ball 52 | 0                       |   |                  |                  |                     |                     |            |            |  |  |       |       |
|  | Tours Volley-Ball              | Chaumont Volley-Ball 52 | 0                       | 3 |                  |                  |                     |                     |            |            |  |  |       |       |
|  | Tours Volley-Ball              | 23 de janeiro de 2019   |                         | 3 |                  |                  |                     |                     |            |            |  |  |       |       |
|  | Tourcoing LM                   | 0                       |                         |   |                  |                  |                     |                     |            |            |  |  |       |       |
|  | Tourcoing LM                   | 0                       | Tours Volley-Ball       | 3 |                  |                  |                     |                     |            |            |  |  |       |       |
|  | 11 de dezembro de 2018         |                         | Tours Volley-Ball       | 3 |                  |                  |                     |                     |            |            |  |  |       |       |
|  |                                | Spacer's de Toulouse    | 2                       |   |                  |                  |                     |                     |            |            |  |  |       |       |
|  | Arago de Sète                  | Spacer's de Toulouse    | 2                       | 0 |                  |                  |                     |                     |            |            |  |  |       |       |
|  | Arago de Sète                  |                         | 9 de março de 2019      | 0 |                  |                  |                     |                     |            |            |  |  |       |       |
|  | Spacer's de Toulouse           | 3                       |                         |   |                  |                  |                     |                     |            |            |  |  |       |       |
|  | Spacer's de Toulouse           | 3                       | Tours Volley-Ball       | 3 |                  |                  |                     |                     |            |            |  |  |       |       |
|  | 11 de dezembro de 2018         |                         | Tours Volley-Ball       | 3 |                  |                  |                     |                     |            |            |  |  |       |       |
|  |                                | Narbonne Volley         | 2                       |   | Terceiro Lugar   | Terceiro Lugar   |                     |                     |            |            |  |  |       |       |
|  | Nantes Rezé MV                 | Narbonne Volley         | 2                       | 3 | Terceiro Lugar   | Terceiro Lugar   |                     |                     |            |            |  |  |       |       |
|  | Nantes Rezé MV                 | 22 de janeiro de 2019   | 22 de janeiro de 2019   | 3 |                  |                  | 10 de março de 2019 | 10 de março de 2019 |            |            |  |  |       |       |
|  | GFCO Ajaccio                   | 22 de janeiro de 2019   | 22 de janeiro de 2019   | 0 |                  |                  | 10 de março de 2019 | 10 de março de 2019 |            |            |  |  |       |       |
|  | GFCO Ajaccio                   | Nantes Rezé MV          | 1                       | 0 | Narbonne Volley  | 3                |                     |                     |            |            |  |  |       |       |
|  | 11 de dezembro de 2018         | Nantes Rezé MV          | 1                       |   | Narbonne Volley  | 3                |                     |                     |            |            |  |  |       |       |
|  |                                | Narbonne Volley         | 3                       |   | Rennes Volley 35 | 1                |                     |                     |            |            |  |  |       |       |
|  | Narbonne Volley                | Narbonne Volley         | 3                       | 3 | Rennes Volley 35 | 1                |                     |                     |            |            |  |  |       |       |
|  | Narbonne Volley                |                         |                         | 3 |                  |                  |                     |                     |            |            |  |  |       |       |
|  | Paris Volley                   | 1                       |                         |   |                  |                  |                     |                     |            |            |  |  |       |       |
|  | Paris Volley                   | 1                       |                         |   |                  |                  |                     |                     |            |            |  |  |       |       |

Fonte: FFVB

## Premiação
| Copa da França de 2018–19               |
| --------------------------------------- |
| Tours Volley-Ball Campeão (10.º título) |